# Discografía de Nicole Wray
La cantante estadounidense Nicole Wray lanzó dos álbumes de estudio, un álbum colaborativo, dos álbumes recopilatorios, un EP y 31 sencillos (incluidos 11 sencillos como artista destacado).
En 1998 lanzó su primer álbum, Make It Hot. Alcanzó el puesto 42 en el Billboard 200 de EE. UU. Y produjo los sencillos " Make It Hot ", "I Can't See" y "Eyes Better Not Wander". Después de una pausa, Wray lanzó dos álbumes recopilatorios Boss Chick (2010) y Dream Factory Sessions (2011), que incluían canciones inéditas. En 2016, adoptó el nombre artístico de Lady Wray y lanzó su segundo álbum Queen Alone en Big Crown Records.

## Álbumes

### Álbumes de estudio
| Título                                                                            | Detalles del álbum | Posiciones pico en el gráfico | Posiciones pico en el gráfico | Posiciones pico en el gráfico |
| Título                                                                            | Detalles del álbum | NOSOTROS <br />               | R&B estadounidense <br />     | Reino Unido <br />            |
| --------------------------------------------------------------------------------- | --- | ----------------------------- | ----------------------------- | ----------------------------- |
| Hazlo caliente                                                                    | - Lanzamiento: 25 de agosto de 1998 - Disquera: The Goldmind, Elektra - Formatos: CD, cassette, descarga digital              | 42                            | 19                            | 91                            |
| reina sola                                                                        | - Lanzamiento: 23 de septiembre de 2016 - Disquera: Big Crown Records - Formatos: CD, LP, vinilo, descarga digital, streaming | —                             | —                             | —                             |
| Pedazo de mí                                                                      | - Lanzamiento: 28 de enero de 2022 - Disquera: Big Crown Records - Formatos: CD, LP, vinilo, descarga digital, streaming      | —                             | —                             | —                             |
| "-" denota lanzamientos que no se registraron o no se lanzaron en ese territorio. | |                               |                               |                               |

### Álbumes colaborativos
| Título | Detalles del álbum |
| ------ | --- |
| dama   | - Con Terri Walker ; acreditado a la dama - Lanzamiento: 11 de marzo de 2013 - Disquera: Truth & Soul Records - Formatos: CD, vinilo, descarga digital, streaming |

### Álbumes recopilatorios
| Título                        | Detalles del álbum                                                                                          |
| ----------------------------- | --- |
| Chica jefe                    | - Lanzamiento: 15 de junio de 2010 - Discográfica: Danizha Inc. - Formatos: Descarga digital                |
| Sesiones de fábrica de sueños | - Con 7 Aurelio - Lanzamiento: 14 de noviembre de 2011 - Sello: 700 Hit Season - Formatos: Descarga digital |

## Jugadas extendidas
| Título                | Detalles del EP                                                                                |
| --------------------- | ---------------------------------------------------------------------------------------------- |
| Efecto azul eléctrico | - Lanzamiento: 3 de enero de 2020 - Sello: Autoeditado - Formatos: Descarga digital, streaming |

## Sencillos

### Como artista principal
| Title                                             | Year | Peak chart positions | Peak chart positions | Peak chart positions | Peak chart positions | Peak chart positions | Certifications | Álbum       |
| Title                                             | Year | US                   | US R&B               | NL                   | NZ                   | UK                   | Certifications | Álbum       |
| ------------------------------------------------- | ---- | -------------------- | -------------------- | -------------------- | -------------------- | -------------------- | -------------- | ----------- |
| "Make It Hot" (featuring Missy Elliott and Mocha) | 1998 | 5                    | 2                    | 57                   | 26                   | 22                   | - RIAA: Gold   | Make It Hot |
| "I Can't See"                                     | 1998 | —                    | —                    | —                    | —                    | 55                   |                | Make It Hot |
| "Eyes Better Not Wander"                          | 1999 | —                    | 71                   | —                    | —                    | —                    |                | Make It Hot |
| "I'm Lookin'"                                     | 2001 | —                    | 66                   | —                    | —                    | —                    |                |             |
| "If I Was Your Girlfriend"                        | 2004 | —                    | 57                   | —                    | —                    | —                    |                |             |
| "I Like It"                                       | 2009 | —                    | —                    | —                    | —                    | —                    |                |             |
| "I Found You"                                     | 2011 | —                    | —                    | —                    | —                    | —                    |                |             |
| "Money"                                           | 2012 | —                    | —                    | —                    | —                    | —                    |                | Lady        |
| "Get Ready"                                       | 2013 | —                    | —                    | —                    | —                    | —                    |                | Lady        |
| "Good Lovin'"                                     | 2013 | —                    | —                    | —                    | —                    | —                    |                | Lady        |
| "Do It Again / In Love (Don't Mess Things Up)"    | 2016 | —                    | —                    | —                    | —                    | —                    |                | Queen Alone |
| "Guilty"                                          | 2016 | —                    | —                    | —                    | —                    | —                    |                | Queen Alone |
| "Smiling / Make Me Over"                          | 2016 | —                    | —                    | —                    | —                    | —                    |                | Queen Alone |
| "Underneath My Feet / Guilty"                     | 2017 | —                    | —                    | —                    | —                    | —                    |                | Queen Alone |
| "Piece of Me"                                     | 2019 | —                    | —                    | —                    | —                    | —                    |                | Piece of Me |
| "Come On In"                                      | 2019 | —                    | —                    | —                    | —                    | —                    |                | Piece of Me |
| "Storms"                                          | 2020 | —                    | —                    | —                    | —                    | —                    |                | Piece of Me |
| "Games People Play"                               | 2021 | —                    | —                    | —                    | —                    | —                    |                | Piece of Me |
| "Under the Sun"                                   | 2021 | —                    | —                    | —                    | —                    | —                    |                | Piece of Me |
| "Through It All"                                  | 2021 | —                    | —                    | —                    | —                    | —                    |                | Piece of Me |

| Título                                                                               | Año  | Posiciones pico en el gráfico | Posiciones pico en el gráfico | Posiciones pico en el gráfico | Posiciones pico en el gráfico                | Certificaciones | Álbum                    |
| Título                                                                               | Año  | NOSOTROS <br />               | NOSOTROS <br /> R&B <br />    | Reino Unido <br />            | Reino Unido<br id="mwAcI"><br><br /> R&amp;B | Certificaciones | Álbum                    |
| ------------------------------------------------------------------------------------ | ---- | ----------------------------- | ----------------------------- | ----------------------------- | -------------------------------------------- | --------------- | ------------------------ |
| " Me gusta el control " <br /> ( ¿DJ Clue? con Missy Elliott, Mocha y Nicole Wray)   | 1999 | —                             | 81                            | —                             | —                                            |                 | El profesional           |
| " Todo en mi parrilla " <br /> (Missy Elliott con Nicole Wray, MC Solaar o Big Boi ) | 1999 | 64                            | dieciséis                     | 20                            | 1                                            | - SNEP: Oro     | El mundo real            |
| "No tengo que hacerlo" <br /> (Pam y Dodi con Nicole Wray )                          | 2002 | —                             | —                             | —                             | —                                            |                 | pam y dodi               |
| "Bienvenido a casa" <br /> ( Ol' Dirty Bastard con Nicole Wray )                     | 2003 | —                             | - [upper-alpha 3]             | —                             | —                                            |                 |                          |
| "Haz tus cosas" <br /> ( Cam'Ron con Nicole Wray)                                    | 2005 | —                             | sesenta y cinco               | —                             | —                                            |                 |                          |
| "Bueno en el capó" <br /> (JB con Nicole Wray y Quinn Mayback)                       | 2009 | —                             | —                             | —                             | —                                            |                 |                          |
| "Fin de semana" <br /> (G.Stax con Nicole Wray)                                      | 2016 | —                             | —                             | —                             | —                                            |                 |                          |
| "Nunca vuelvas atrás" <br /> (Vincent John con Nicole Wray)                          | 2016 | —                             | —                             | —                             | —                                            |                 | Nunca vuelvas atrás - EP |
| "Salimos" <br /> (DJ Morale con Nicole Wray, Donny Ray y Kenny Wray)                 | 2016 | —                             | —                             | —                             | —                                            |                 |                          |
| "Ese es mi bebé" <br /> (Daz con Nicole Wray)                                        | 2017 | —                             | —                             | —                             | —                                            |                 |                          |
| "Esta noche podrías" <br /> (Synthia con Lady Wray)                                  | 2019 | —                             | —                             | —                             | —                                            |                 |                          |

## apariciones en bandas sonoras
| Título                                                           | Año  | Álbum                          |
| ---------------------------------------------------------------- | ---- | ------------------------------ |
| "Sin Ti"                                                         | 1998 | Por qué los tontos se enamoran |
| "Quiero besarte"                                                 | 2003 | El amor no cuesta nada         |
| " Still Tippin' (It's a Man's World) (Remix) " (con Mike Jones ) | 2005 | Ajetreo y flujo                |

## apariciones en álbumes
| Título                         | Año  | Intérprete(s)                         | Álbum                                          |
| ------------------------------ | ---- | ------------------------------------- | ---------------------------------------------- |
| "Escapada"                     | 1997 | Missy Elliott con Nicole Wray y Space | Mosca Supa Dupa                                |
| "Mamá no llores"               | 2002 | 54 ° pelotón con Nicole Wray          | Todo o nada                                    |
| "Los lazos familiares"         | 2004 | Cam'Ron con Nicole Wray               | neblina púrpura                                |
| " Quiero ser tu dama "         | 2004 | Los diplomáticos con Nicole Wray      | Inmunidad diplomática 2                        |
| "Chicas ricas"                 | 2005 | Lil' Nikki con Nicole Wray            | los preliminares                               |
| "Bueno es malo"                | 2005 | Fortunado con Nicole Wray             | H82cme                                         |
| "Amo mi vida"                  | 2006 | Cam'Ron con Nicole Wray               | Temporada Killa                                |
| "Xtacy"                        | 2006 | JR Writer con Nicole Wray             | Haciendo historia                              |
| "Conseguir dinero"             | 2007 | Huracán Chris con Nicole Wray         | Trinquete 51/50                                |
| "Mamá"                         | 2007 | Huracán Chris con Nicole Wray         | Trinquete 51/50                                |
| "Tiempo"                       | 2008 | Cormega con Nicole Wray               | ¿Quién soy?                                    |
| "Espero que seas feliz"        | 2009 | Las llaves negras con Nicole Wray     | Blakroc                                        |
| "Hecho lo hice"                | 2009 | Las llaves negras con Nicole Wray     | Blakroc                                        |
| "Lo que me haces"              | 2009 | Las llaves negras con Nicole Wray     | Blakroc                                        |
| "¿Por qué no puedo olvidarlo?" | 2009 | Las llaves negras con Nicole Wray     | Blakroc                                        |
| "Fuera de mi camino"           | 2009 | Mikey Jay con Nicole Wray             | Un dólar y un sueño                            |
| "Sin espejo"                   | 2009 | Gucci Mane con Nicole Wray            | chico tan helado                               |
| "Luz eterna"                   | 2010 | Las llaves negras con Nicole Wray     | hermanos                                       |
| "Niño siniestro"               | 2010 | Las llaves negras con Nicole Wray     | hermanos                                       |
| "El fin"                       | 2010 | Kid Cudi con Nicole Wray              | Hombre en la Luna II: La Leyenda del Sr. Rager |
| "Tengo que avisarte"           | 2010 | Tha Dogg Libra con Nicole Wray        | 100 vías                                       |
| "itzá"                         | 2011 | Jim Jones con Nicole Wray             | cejilla                                        |
| "Hermanas del whisky"          | 2011 | McKenzie Eddy con Nicole Wray         | Un preludio a mi próxima excursión             |
| "Chocar"                       | 2011 | McKenzie Eddy con Nicole Wray         | Un preludio a mi próxima excursión             |
| "Capullo de rosa"              | 2011 | McKenzie Eddy con Nicole Wray         | ¡Grandes Exitos! !                             |
| "La historia de"               | 2012 | Drumma Boy con Nicole Wray            | El nacimiento de D-Boy Fresh                   |
| "Miel"                         | 2013 | Dinero P con Nicole Wray              | Gratitud                                       |
| "Mi bebé"                      | 2013 | Dinero P con Nicole Wray              | Gratitud                                       |

## Videos musicales
- "Make It Hot" (con Missy Elliott y Mocha)
- "No puedo ver" (con Missy Elliott y Mocha)
- "Es mejor que los ojos no deambulen"
- "All n My Grill" (Missy Elliott con Nicole Wray y Big Boi )
- "Estoy mirando"
- "Si fuera tu novia"
- "Amo mi vida" (Cam'Ron con Nicole Wray)
- "Me gusta" (con 2 Chainz )
- "Prepararse"
- "Hazlo otra vez"
- "Sonriente"
- "Debajo de mis pies"
- "Bajo el sol"